# 福島市中央学習センター
福島市中央学習センター（ふくしまし ちゅうおうがくしゅうセンター）は、福島県福島市にある生涯学習施設である。

## 概要
福島市学習センター条例に基づき設置された学習センターの一つであり、福島市中心市街地の松木町に位置し、福島市立図書館と同敷地内に建設され、福島市公会堂と合築されている。福島市中央公民館として設立され、福島市中央東地区（中心市街地のうちJR福島駅より東側）の住民の生涯学習の拠点として利用されてきた。

## 施設
1階
- 和室（140.0平方メートル、定員80人）

2階
- ホール（155.1平方メートル、定員80人）
- 第1講義室（84.0平方メートル、定員40人）
- 和室（33.0平方メートル、定員20人）
- 実習室（70.0平方メートル、定員30人）

3階

- 第2講義室・第5講義室（各88.0平方メートル、定員40人）
- 第3講義室・第4講義室（各84.0平方メートル、定員40人）

- 付属ホール（140.2平方メートル、定員30人）

## 沿革
- 1948年11月 - 福島市公民館規則が制定され、福島市公民館が設置される。
- 1959年2月 - 福島市公会堂とともに現在の建物が落成する。
- 1964年1月 - 福島市公民館から福島市中央公民館へ改称される。
- 1984年5月 - 改修工事が行われる。
- 2005年4月 - 福島市公民館条例が廃止され福島市学習センター条例が施行される。これにより福島市中央学習センターへ改称される。

## 開館
- 開館時間 - 午前9時～午後9時（窓口業務は午後5時45分まで）
- 休館日 - 毎週火曜日、国民の祝日、12月29日から翌年1月3日まで

## アクセス
- JR福島駅東口より福島交通バス市内循環1コース新浜公園停留所、伊達・月の輪方面バス豊田町バス停よりそれぞれ徒歩5分

## 周辺
- 福島市公会堂
- 福島市立図書館
- 福島地方気象台
- 新浜公園
- 東北労働金庫福島支店
- 福島文化幼稚園
- 福島市立福島第二小学校
- 県庁通り